# Mož z imenom Ove
Mož z imenom Ove (v originalu švedsko En man som heter Ove) je roman, ki ga je leta 2012 izdal švedski bloger, kolumnist in pisatelj Fredrik Backman. V angleščino je bila knjiga prevedena leta 2013 in je po 18 mesecih od izida prišla na New York Times Best Seller list, kjer je ostala 42 tednov.
Januarja 2015 je bila knjiga premierno uprizorjena na gledališkem odru v Stockholmu, glavno vlogo pa je igral Johan Rheborg. 25. decembra 2015 je premiero doživel tudi istoimenski film, v katerem je naslovno vlogo odigral Rolf Lassgård.

## Zgodba
Zgodba govori o racionalnem, zoprnem in neprilagodljivem 59-letnem moškem, ki po smrti žene ne vidi več razloga za življenje, zaradi česar poskuša na vsak način storiti samomor. Zgodba se nadaljuje z odlaganjem samomora in je polna vsakdanjih banalnosti, ki jih Ove rešuje. Skozi zgodbo Ove spreminja ljudi, svojo stanovanjsko skupnost in tudi sebe. 

## Liki
- Ove – zoprni 59-letnik, ki so ga pred kratkim prisilno upokojili
- Sonja – Ovejeva preminula žena
- Parvaneh – Ovejeva soseda, nosečnica iranskega porekla, mati dveh otrok
- Patrick – Parvanehin mož
- Rune – Ovejev nekdanji prijatelj, ki je postal sovražnik in sosed, zdaj ima Alzheimerjevo bolezen
- Anita – Runejeva žena
- Adrian – poštar
- Jimmy – debeli sosed